# Lars Mol
Lars Mol (Waalwijk, 15 september 2004) is een Nederlands voetballer die doorgaans speelt als middenvelder. Hij komt uit voor NAC Breda.

## Clubcarrière
Mol werd door NAC Breda gescout bij het Kaatsheuvelse VV DESK. Vanaf 2015 doorliep hij de jeugdopleiding bij NAC. Hij debuteerde voor het eerste van de Bredase club op 18 augustus 2024, tegen Ajax (2-1). Hij kwam in de laatste minuten in de ploeg voor Dominik Janošek. Op 27 augustus kreeg hij zijn eerste profcontract aangeboden. Op 30 oktober maakte hij zijn eerste doelpunt voor NAC, in de eerste ronde van de KNVB Beker tegen BVV Barendrecht. Ondanks zijn gelijkmaker in de 50e minuut op aangeven van Saná Fernandes, ging de wedstrijd alsnog verloren door een goal van Brent Vugts in de laatste minuut (1-2).

## Statistieken
| Seizoen | Club      | Competitie | Competitie | Competitie | Beker | Beker | Overig | Overig | Totaal | Totaal |
| Seizoen | Club      | Competitie | Wed.       | Dlp.       | Wed.  | Dlp.  | Dlp.   | Dlp.   | Wed.   | Dlp.   |
| ------- | --------- | ---------- | ---------- | ---------- | ----- | ----- | ------ | ------ | ------ | ------ |
| 2024/25 | NAC Breda | Eredivisie | 7          | 0          | 1     | 1     | 0      | 0      | 8      | 1      |
| Totaal  | Totaal    | Totaal     | 7          | 0          | 1     | 1     | 0      | 0      | 8      | 1      |

Bijgewerkt op 10 maart 2025.